# زمان (مجموعه تلویزیونی ۲۰۱۸)
زمان (کره‌ای: 시간; لاتین‌نویسی اصلاح‌شده: Sigan) یک مجموعهٔ تلویزیونی کره جنوبی سال ۲۰۱۸ با بازی کیم جونگ-هیون، سوهیون، کیم جون-هان و هوانگ سونگ-اون است. این مجموعه ار ۲۵ ژوئیه تا ۲۰ سپتامبر ۲۰۱۸، از ام‌بی‌سی پخش شد.

## خلاصهٔ داستان
این مجموعه داستان مردی را بازگو می‌کند که مبتلا به بیماری لاعلاجی است و قرار است به زودی بمیرد و در آخرین روزهای خود هر کاری که از دستش برای کمک به زنی که زندگی‌اش را نابود کرده‌است، برآید انجام می‌دهد.

## بازیگران

### اصلی
- کیم جونگ-هیون در نقش چون سو-هو
- سوهیون در نقش سول جی-هیون[۳]
- کیم جون-هان در نقش شین مین-سوک[۴]
- هوانگ سونگ-اون در نقش اون چه-آه[۵]

## تولید
- به جون سو-مین در ابتدا برای نقش اول زن پیشنهاد شده بود اما او رد کرد.[۶]
- اولین جلسهٔ فیلم‌نامه خوانی در ۲۸ آوریل ۲۰۱۸ آنجام شد.[۷]
- در ۲۶ اوت ۲۰۱۸، گزارش شد که کیم جونگ-هیون از گروه بازیگران اصلی به خاطر نگرانی‌های سلامتی کنار رفته‌است. آژانس او اعلام کرد که جایگزینی برای او وجود ندارد و گروه تولید برای بازبینی فیلمنامه مشغول بودند تا شخصیت او به‌طور طبیعی از داستان خارج شود.[۸][۹] فیلمبرداری او در ۳ سپتامبر به‌طور رسمی به پایان رسید.[۱۰]